# دیلمیان

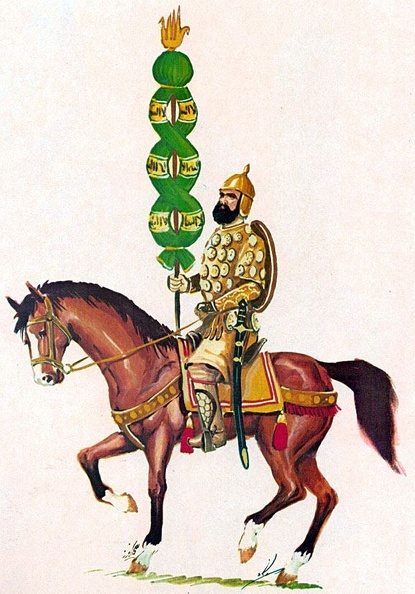
سواره‌نظام مسلمان دیلمی، به‌همراه علم سبزرنگ

دیلمیان یا دیلمی‌ها یا دیالمه طوایفی کوه‌نشین و از مردمان ایرانی‌تبار بودند که جغرافی‌دانان عرب سده دهم میلادی آنها را ساکنان دیلمان واقع در جنوب گیلان می‌دانستند. طبق نظر مورخان و شواهد موجود به نظر می رسد، گالش ها و تات ها از بازماندگان دیلمیان هستند. همچنین حمدالله مستوفی و تاریخ نویسان دیگر نیز، آنها را ساکنان دیلم، منطقه ای در ارتفاعات شمالی قزوین و کوهستان‌های جنوبی گیلانمی‌دانستند. گرچه توزیع گسترده‌تری تا جنوب ارمنستان و قفقاز هم می‌توان برای آنان در نظر گرفت. دیالمه در دورهٔ ساسانی به‌عنوان مزد بگیر در ارتش ساسانی خدمت می‌کردند. پس از ورود اسلام به ایران، در طی سده اولیه اسلامی، دیالمه جامعه‌ای منزوی داشتند و حاکمان دیلمی پیشرفت در کشاورزی و تمدن حضری را به بهانهٔ مبارزه با دشمن (خلافت عباسی) تعویق می‌انداختند. بعدتر، برای مبارزه با عوامل طاهری از علویان حمایت کردند و از میان سرداران سپاه علوی، افرادی برخاستند که پس از انقراض حکومت علویان، خودشان حکومت‌های مقتدری تشکیل دادند. از این میان می‌توان به مرداویج، مؤسس «زیاریان»، و فرزندان بویه مؤسسین «آل بویه»، و اسفار شیرویه اشاره کرد. در واقع، بعد از حکومت نیمه‌مستقل طاهریان و پس از صفاریان و در ایام امارت سامانیان در ماوراءالنهر، این حکومت‌ها توانستند بر قسمت عمده غرب ایران یعنی از خراسان تا بغداد تسلط یابند. دیالمه به دست داعیان علوی مسلمان (و به تبع، شیعه زیدی شدند ولی بعدتر گروه‌هایی از آنها به اسماعیلیه یا شیعه دوازده‌امامی ملحق شدند.

## نام قوم دیلم

### الیمایی
در دوران اشکانیان، دیلمیان با نام الیمایی (Elymaioi) شناخته می‌شدند. نخستین بار پولیبیوس به قوم الیمایی (Elymaioi) در شمال ایران در همسایگی اقوام آناریاکه، کادوسی و ماتیانی اشاره نمود. پس از وی پلوتارک نیز به قوم الیمایی در سرزمین ماد اشاره نمود. همچنین بطلمیوس به ناحیه الیمایس (Elymaís) اشاره می‌کند که تپوری‌ها از آنجا تا سرچشمه‌های رود چرینداس سکونت داشتند.

### دیلم
در عهد ساسانی اقوام دیلم با نام دیلُم (dēlum، با یای مجهول) شناخته می‌شدند. موسی خورنی مورخ ارمنی سده پنجم از این مردم با عنوان دلوم یاد می‌کند. سبئوس مورخ ارمنی سده هفتم نیز از این مردم با نام دلوم یاد می‌کند که در ارتفاعات ماد ساکن بودند.
در دوران اسلامی از این قوم با نام دَیلَم یاد شده‌است.

## ریشه، خاستگاه و زندگی پیش از اسلام
طبق نظر دانشنامه ایرانیکا قدیمی‌ترین اشاره به دیلمی‌ها به سده دوم پیش از میلاد در کتاب «تاریخ جهانی» نوشته پولیبیوس برمی‌گردد. دیلمی‌هایی که پولیبیوس از آنها در کتاب «تاریخ جهانی» به عنوان الیمایی (Elymaîoi) یاد می‌کند غیرممکن است که الیماییهای سوزیانا باشند زیرا پس از آنها به اقوام آناریاکه، کادوسی و ماتیانی اشاره می‌شود که همگی در شمال بودند. همچنین ممکن است که الیمایی‌های (Elymaioi) ذکر شده توسط پلوتارک در سرزمین ماد در واقع دیلمی‌ها بوده باشند. در اواخر سده دوم میلادی بطلمیوس از الیمایس (Elymaís) به عنوان محلی اشاره می‌کند که در شمال قومس و در جنوب شرقی ری و غرب تپورها واقع شده بود.
پولیبیوس از دیلمیان با نام الیمایی (Elymaîoi) یاد می‌کند. به گفته پولیبیوس: از شمال با الیمایی‌ها، آناریاکه، کادوسی و ماتیانی احاطه شده‌است و مشرف بر قسمتهایی از پونتوس (Pontus) است که به دریای آزوف (Palus Maeotis) می‌پیوندند. خود سرزمین ماد (Media) دارای چندین زنجیره کوه از شرق به غرب است که بین آنها دشت‌های مملو از شهرها و روستاها قرار دارد.
بطلمیوس(۹۰–۱۶۸ میلادی) در کتاب ۶، فصل ۲، بخش ۶ از جغرافیای خود که دربارهٔ سرزمین ماد هست، از منطقه ای به نام الیمایس (elymais) یاد کرده‌است که در شمال قومس قرار داشت و از آنجا تا سرچشمه رود چرینداس (charindas river) تپورها ساکن بودند که به اعتقاد یوزف مارکوارت ایلمایس همان دیلم است. بطلمیوس می‌نویسد سرزمین قومس (choromithrena) تا پارت ادامه می‌یابد و در شمال آن الیمایس (helymais) هست، از آنجا تا سرچمشه‌های رودخانه چرینداس (charindas) مناطقی هستند که تپوری‌ها (tapuri) ساکن هستند.
منشأ نخستین دیلمی‌ها به‌طور یقین نامعلوم است. به قول برخی مآخذ دیلمی‌ها هرگز در فرمان شاهان ایران نبودند بلکه به عنوان سرباز با اجرت خدمت می‌کردند. به گفته کسروی، دیالمه نه‌تنها از پادشاهان ساسانی (و احتمالاً حتی پادشاهان اشکانی و هخامنشی) پیروی نمی‌کردند بلکه بعضاً از کوهستان‌های خود پایین آمده و به شهرها و ولایات حمله کرده و به تاراج و چپاول می‌پرداختند. خودسری و خودمختاری دیالمه حتی در ویس و رامین اثر فخرالدین اسعد گرگانی بازتاب داشته و گرگانی، در شعر خود هنگامی که فرار ویس و رامین به منطقهٔ دیلم را شرح می‌دهد، اشاره می‌کند هرگز هیچ پادشاهی به سرزمین دیلم دست پیدا نکرده‌است. در مروج‌الذهب نوشته شده‌است که پادشاهان ایران در چالوس دژی مستحکم و بزرگ برای مقابله با دیالمه ساخته بودند و لشکری در آن قرار داده‌بودند.
پروسوپیوس، از یک دیدگاه غربی، در دولومیتای در محاصره آکروپولیس در منطقه مورد مناقشه لازیکا در دوره حکومت خسرو اول (حدود ۵۵۲) گزارش کرده‌است: آنها متحدین مستقل پارسیان بودند، در کوه‌های غیرقابل دسترسی در قلب ایران می‌زیستند (یعنی مادیه) و مانند یک پیاده‌نظام می‌جنگیدند، هر کدام با شمشیر، سپر و سه زوبین مسلح و به جنگ در مناطق کوهستانی آشنا بودند.
در حین لشکرکشی‌های خسرو انوشیروان مکرر از دیلمی‌ها ذکر شده‌است؛ از جمله در حدود ۵۷۰ میلادی که انوشیروان به یمن لشکر فرستاد عدهٔ بسیاری از مردم دیلم در لشکر او بودند. فرمانده آنان هم پیرمردی به نام وهرز دیلمی یا «وهریز دیلمی» بود.
در عهد باستان دیلمیان قبایلی کوه‌نشین بودند که معمولاً جغرافی‌دانان عرب سدهٔ دهم آنان را ساکنان دیلم، ارتفاعات گیلان می‌دانند. توزیعی به طرز قابل توجهی وسیعتر تا جنوب ارمنستان و قفقاز هم به هر روی قابل نتیجه‌گیری است.

## پس از اسلام
پس از اسلام مردم دیلمان با نام دیلم شناخته می‌شدند. یعقوبی در تاریخ یعقوبی دیلمیان را از قوم دیلم معرفی می‌کند. یعقوبی می‌نویسد:

فرزندان عامور بن ثوبل بن یافث بن نوح به طرف چپ خاور بیرون شدند و جمعی از آنها؛ یعنی فرزندان ناعوما از ناحیه جربی به سمت شمال رفتند و در شهرها پراکنده شده و چندین امت شدند به نام‌های برجان، دیلم، تبر، طیلسان، جیلان، فیلان، الان، خزر، دودانیه و ارمن.

رابینو می‌نویسد: دیلم نام طایفه‌ای است که در ناحیه کوهستانی جنوب شرقی سفیدرود زندگی می‌کردند و وسعت این ناحیه تا بیش از یک منزلی مغرب ناحیه کلار طبرستان نبوده‌است.در سده‌های نخستین اسلامی دیلمیان در کوه‌های البرز و در امتداد ساحل دریای خزر در شمال قزوین، بین گیلان در غرب و طبرستان (مازندران) در شرق زندگی می‌کردند. ریشهٔ اصلی آن‌ها هر چه بوده باشد، در آن زمان آن‌ها و همسایگان گیل‌شان عموماً ارتباط نزدیکی با هم داشتند و اغلب با هم ذکر می‌شدند. ادعا شده بود که این دو مردم از دو برادر، دیلم و گیل، از قبیله عرب بنی ضبه ریشه گرفته‌اند؛ به نظر می‌رسد این افسانه ریشه‌های عرب دیلمیان به هنگام گسترش اولیه اسلام شناخته شده بوده‌است. دیلمیان مطمئناً به هنگام فتح یمن توسط ایرانیان در حدود ۵۷۰، میان اعراب شناخته شده بوده‌اند و طی روزهای نخستین اسلام فیروز و گشنسب (جشنس) دیلمی نقشی کلیدی میان ابنای ایرانی حامی دین جدید در یمن داشته‌اند. خانواده فیروز دیلمی به سوریه و فلسطین مهاجرت کردند جایی که بسیاری از نوادگان شان به مسلمین شناخته شده‌ای تبدیل شدند.
در پایان عهد ساسانیان و هم‌زمان با آغاز یورش و هجوم عرب دسته‌های دیلم در داخل ولایات مرکزی ایران تاخت و تاز می‌کرده‌اند و به غارت و راهزنی می‌پرداخته‌اند. به دلیل وجود حصار البرز آن‌ها همچون مردم طبرستان سال‌ها در مقابل لشکریان اعراب مسلمان مقاومت می‌کردند و مدت‌ها پس از انقراض سلسله ساسانی همچنان به آیین قدیم خود باقی‌ماندند و با آنکه مسلمانان چندین بار به آنجا لشکر کشیدند نتوانستند تمام آن را تسخیر کنند و به همین جهت دیلم پناهگاه امنی برای سرکشان و مخالفین خلفای عباسی گردید.
سده‌های نخستین اسلامی
دیلمیان در طی سده‌های نخستین اسلامی موفق شدند در برابر تلاش‌های عرب‌ها برای فتح سرزمینشان مقاومت کنند. به هر حال، به نظر می‌رسد برخی مزدوران دیلمی حتی پیش از نبرد قادسیه (۱۶ قمری / ۶۳۷ میلادی) به اعراب پیوسته باشند و زان پس اسلام پذیرفته باشند. سیف بن عمر از نبردی در واجرود در سال ۱۸/ ۶۳۰ م خبر می‌دهد که در آن عربهای تحت فرماندهی نعیم بن مقرن دیلمیان را شکست داده رهبر شان موتا را کشته‌اند. قزوین در ۲۴/ ۶۴۵ م تسلیم براء بن عازب فرماندار ری شد و همچنان مانند دوره ساسانیان، به عنوان یک شهر مرزی مستحکم در برابر دیلمیان عمل می‌کرد. سربازانش مسلمان شدند و گروهی از آن‌ها در کوفه اقامت گزیدند که علی الظاهر به دلیل ریشه دیلمی اکثر اعضایش به حمرا دیلم معروف شدند.
در منابع تاریخی تهاجمات متعدد مسلمانان به اختصار و عجولانه ذکر شده ولی اطلاعات توضیحی کمی ارائه شده‌است. به نظر می‌رسد به‌طور خاص حجاج بن یوسف، حاکم اموی عراق (۷۳–۹۵/۶۹۴–۷۱۴) مشتاق بوده تا این دشمن ستیزه‌گر را مطیع کند و گزارش شده که او نقشه کاملی از سرزمین آن‌ها را برای خود مهیا کرده بود. او نهایتاً پسرش محمد را برای اشغال آن فرستاد. این کارزار به شکست انجامید ولی در عوض محمد مسجدی در قزوین ساخت. اسپهبدان دابویی طبرستان به ادعای سروری بر دیلمیان و گیلیان تا فتح طبرستان توسط مسلمانان در ۱۴۴/۷۴۱ ادامه دادند. آن‌ها استحکامات مرزی را در امتداد رود چالوس حفظ کردند تا در برابر تهاجمات دیلمیان محافظت کنند. به هر حال، گزارش شده هم دیلمیان و هم گیلیها به اسپهبدان در برابر اشغالگران مسلمان طبرستان کمک کردند خصوصاً در دوره کارزار یزید بن مهلب در ۹۸/۷۱۶–۱۷ که در جریان آن یزید مولا حیان نباتی، با اصالت دیلمی و رهبر قوای غیر عرب در خراسان را به عنوان نماینده‌ای برای فریفتن اسپهبد فرستاد تا خود را از وضعیتی خطرناک نجات دهد.
تقریباً نخستین مسلمانانی که از حدود سده دوم هجری به بعد وارد این سرزمین شدند و توانستند در آن جا اقامت گزینند، علویان بودند که به علت مخالفت یا مبارزه با حکام عباسی به آن سرزمین روی آوردند. به این ترتیب، پذیرش اسلام دیلمیان با مذهب تشیع آغاز شد و از میان فرقه‌های شیعه، مذهب زیدیه، نخستین و پرطرفدارترین آن‌ها بود. البته، مذهب اسماعیلیه با تبلیغات و فعالیت ابوحاتم رازی در دیلم، پیروانی پیدا کرد؛ و این مذهب در میان مردم دیلم همچنان پیروانی داشت. در زمان سلجوقیان نیز با استقرار حسن صباح در الموت، این مذهب رونق بسیاری در منطقه دیلم پیدا کرد. مذهب امامیه از طریق فرزندان ناصر کبیر وارد آن منطقه شد و طرفداران بسیاری یافت.
خلافت عباسی شهر قزوین را دژی در مقابل دیالمه قرار داده‌بود تا مانع هجوم آنها به سایر مناطق شود. مهم‌ترین وظیفه والی منطقهٔ جبال، همیشه این بود که با مهاجمین دیلمی مبارزه کند. دیالمه از بزرگ‌ترین و ترسناکترین دشمنان اسلام به‌شمار می‌آمدند. در حالی که امپراتوری مسلمانان از شرق تا ترکستان و چین و از غرب ار کوه‌های پیرنه رد شده‌بودند و در نزدیکی رود لوار حضور داشتند و به تعبیر کسروی: «سرتاسر اروپا از شنیدن نام اعراب می‌ترسیدند». در همین زمان، احادیثی از پیامبر اسلام روایت می‌شده که هرکس یک شبانه‌روز در قزوین به مجاهدت بپردازد، بهشت بر او واجب می‌شود. گرچه نمی‌توان صحت این احادیث را باور کرد، ولی از این احادیث می‌توان اینطور برداشت کرد که مجاهدین مسلمان از حضور در قزوین (ولو برای یک شبانه‌روز) وحشت داشتند. کسروی معتقد است فضای کوهستانی و جنگلی دیلم تأثیری در عدم پیروزی مسلمانان نداشته؛ زیرا مجاهدین مسلمان قبلاً هم از این دست مناطق زیاد دیده‌بودند و این شرایط جغرافیایی مانعشان نشده‌بود. وی بدین‌ترتیب نتیجه‌گیری می‌کند که عدم پیشروی مسلمانان در دیلم فقط به‌دلیل جنگاوری دیالمه بوده‌است.

## آل زیار
سرزمین‌های طبرستان و دیلم که در قسمت شمالی البرز و در پناه کوه‌ها و دره‌های سخت‌گذر و جنگلهای انبوه قرار دارد، از قدیم‌الایام (حتی پیش از اسلام) حاکمیت خود را حفظ کرده بود، چنان‌که زمان انوشیروان (خسرو اول ۵۷۹ – ۵۳۱ م) تا مدت‌ها این ولایت یک نوع حکومت خود مختار داشت.
بعد از فتوحات مسلمانان در اکناف ایران (با اینکه تا اقصی نقاط خراسان تحت نفوذ اعراب مسلمان درآمد) باز هم طبرستان و دیلمستان از حملات آنان محفوظ ماند. خاندانهای قدیم آن ولایت، مانند اسپهبدان و قارنیان و خانواده جستان (حدود رودبار و منجیل) همچنان به آداب و رسوم خود زندگی می‌کردند. همچنین، بسیاری مذهب خود را نیز حفظ کردند، تا روزگاری که گروه‌های از اعراب طرفدار خاندان علی و شیعیان زیدیه به آن نواحی پناه بردند و مورد حمایت همان خانواده‌ها قرار گرفتند. چنان‌که وقتی «داعی کبیر» حسن بن زید در آن نواحی سکنی گزید، جمعی کثیر از مردم طبرستان و گیلان به طرفداری او برخاستند. همچنین در جنگ‌هایی که میان او و یعقوب لیث صفاری رخ داد، مردم گیلان از او حمایت بی‌دریغ نمودند.
آل زیار از نواحی کوهستانی جنوب شرقی گیلان (که امروزه بیشتر اشکورات می خوانندش) بودند که در برهه‌ای بر بخش عظیمی از ایران حاکمیت داشتند ولی حاکمیت آن‌ها بر مناطق شمالی ایران از گرگان تا آستارا بسیار بیشتر بود.

## آل جستان
آل جستان در روزگاری که سامانیان بر طبرستان تسلط یافتند، اغلب با داعیان زیدیه مانند ناصر کبیر (۲۸۷ تا ۳۰۱ ه‍.ق) همراهی و یاری می‌نمودند. بعد از آن، رجال صاحب نفوذ ولایت با زیدیه همراهی داشتند، که از آن جمع می‌توان از ماکان پسر کاکی و اسفار پسر شیرویه و مرد آویج پسر زیار نام برد. سامانیان، توسعه قسمت غربی ممالک خود را تا حدود کرمان و گرگان و ری امتداد داده بودند. با توجه به اینکه در این زمان، قسمت شمالی را ماکان کاکی و سپهداران او اداره می‌کردند، قسمت جنوبی آن که شامل کرمان و سیستان می‌شد، به دست ابو علی‌محمد بن الیاس که خود یکی از سرداران ناراضی سامانی بود، افتاد (حدود ۳۲۱ ه‍.ق). او و فرزندش نزدیک چهل سال بر کرمان و سیستان و قسمتی از فارس حکمرانی داشتند و نیز همان‌ها بودند که حکومت‌نشین کرمان را از سیرجان به محل فعلی کرمان منتقل ساختند و قلعه و باروهای شهر را تعمیر کردند.

## آل مسافر
مسافریان یک خاندان دیلمی و شیعهٔ اسماعیلی در قرن چهارم و پنجم هجری بود که در دیلم تأسیس شد و حاکمیت خود را به‌سمت شمال غرب ایران توسعه داد و بر آران و آذربایجان و بخش‌هایی از ارمنستان و دربند سلطه یافت. اسماعیلیان الموت در سال ۵۱۰ قمری بر دژ شمیران دست یافته و آن را ویران کردند و به فرمانروایی مسافریان بر طارم پایان دادند.

## حکومت آل الیاس
حکومت آل الیاس، توسط امرای آل بویه از میان رفت (۳۵۷ ه‍.ق) و معزالدوله، آل الیاس را از سیرجان بیرون کرد.

## دوران افول
سرزمین دیلم به مدت دو قرن یعنی از سال ۲۱۰ تا ۴۵۰ قمری توسط جستانیان اداره می‌شد. حکومت جوستانیان دیلم توسط استنداران طبرستان برچیده شد. پس از سقوط دیلم، سرزمین دیلم توسط شاهزادگان کم قدرت اداره می‌شد. در اواخر قرن پنجم باوندیان طبرستان به سرزمین دیلم دست یافتند. رستم شاه غازی حاکم باوندی طبرستان به دلایل مذهبی در دشمنی سخت با اسماعیلیان الموت بود. چنان‌که گفته‌اند تنها در یک روز دستور داد تا ۱۸۰۰۰ اسماعیلی را در سلسله کوه رودبار گردن زدند و از سرهایشان مناره ساختند. اسماعیلیان به انتقام این کشتار گردبازو، پسر و ولیعهد شاه غازی، را در حمام دربار سنجر غافلگیر کردند و کشتند. پس از کشته شدن گردبازو، شاه غازی هرگز از جنگ با ملاحده (اسماعیلیان الموت) دست نکشید و داماد خود کیا بزرگ امید را معارض آنان گردانید. پس از فوت کیا بزرگ امید، رستم شاه غازی حاکم باوندی طبرستان، در سال ۵۳۲ قمری حکومت دیلم را به استندار کیکاووس پسر استندار هزار اسپ یکم حاکم رستمدار سپرد. استندار کیکاووس به مدت سه سال حاکم دیلم بود و سیاست شاه غازی را علیه اسماعیلیان الموت دنبال می‌کرد. استندار کیکاووس در سال ۵۳۵ قمری از جانب رستم شاه غازی به حکومت رستمدار رسید، بنابراین وی فردی به نام اسپهبد مجدالدین دارا را به عنوان نائب خود والی دیلم نمود. پس از استندار کیکاووس، اردشیر باوندی پادشاه طبرستان استندار هزاراسپ دوم را به عنوان حاکم رستمدار و دیلم انتخاب نمود. هزاراسپ دوم بین سال‌های ۵۷۲ تا ۵۸۶ قمری حاکم رستمدار و دیلم بود ولی به علت صلح و مسامحه هزار اسپ با اسماعیلیان الموت، ملک اردشیر باوندی پادشاه طبرستان حکومت را از دست هزاراسپ خارج نمود و شخصی به نام الداعی الحق ابوالرضا ابن الهادی را والی دیلم نمود. استندار هزاراسپ دوم از عمل ملک اردشیر خشمگین شد و به دیلمان تاخت و والی دیلم ابوالرضا ابن الهادی را به قتل رساند و ملک اردشیرباوندی پس از این حادثه بار دیگر به دیلمان لشکر کشید و لشکر استندار هزاراسپ دوم را شکست داد و شخصی به نام هژبرالدین خورشید را به فرمانروایی رستمدار و دیلمان گماشت. پس از مرگ هژبرالدین خورشید، ملک اردشیر باوندی یکی از نوادگان استندار کیکاووس به نام استندار زرینکمر دوم را به فرمانروایی رستمدار و دیلم انتخاب نمود. استندار زرین‌کمر دوم بین سال‌های ۵۸۶ تا ۶۱۰ قمری در رستمدار و دیلم به حکومت پرداخت. در سال ۶۱۰ قمری استندار بیستون یکم به حکومت رستمدار و دیلم رسید. در این دوره حکومت باوندیان طبرستان که استنداران از آنها تبعیت می‌کردند به دست خوارزمشاهیان منقرض شد. اهل گیلان که متوجه این موضوع شدند، برای استقلال علیه استنداران شوریدند ولی استندار بیستون گیلانیان را شکست داد. استندار بیستون همواره مسلح بود و حتی در جشن‌ها لباس رزم به تن می‌پوشید. استندار بیستون برای مدتی پایتخت و محل اقامت خود را به کوهستان‌های لاهیجان منتقل کرده‌بود. استندار بیستون بین سال‌های ۶۱۰ تا ۶۱۵ قمری به حکومت رستمدار و دیلم و گیلان پرداخت. پس از وی استندار ناماور دوم بین سال‌های ۶۱۵ تا ۶۴۰ قمری به حکومت رستمدار و دیلم و گیلان رسید. در ابتدای حکومت اسماعیلیان علیه او اقدام نمودند و سرزمین دیلم را تحت کنترل خود گرفتند و استندار ناماور دوم با کمک محمد خوارزمشاه لشکری را تهیه نمود و سزمین دیلم را از نو فتح نمود. پس از وی استندار اردشیر دوم بین سال‌های ۶۴۰ تا ۶۴۳ قمری به حکومت رستمدار و دیلم و گیلان رسید. در این دوره اردشیر دوم باوندی شاخه سوم حکومت باوندی را در طبرستان تأسیس نمود و دو اردشیر با یکدیگر متحد شدند و امور طبرستان را نظم دادند. در سال ۶۴۳ قمری استندار شهراگیم به حکومت رستمدار و دیلم و گیلان رسید. پس از به قدرت رسیدن شهراگیم اهل گیلان علیه وی شورش کردند و در سال ۶۵۰ قمری اهل گیلان سرزمین دیلم و تنکابن را از سیطره استنداران طبرستان خارج نمودند و نمکابرود را مرز مشترک دو ولایت تعیین نمودند بنابراین دیلم در سال ۶۵۰ قمری از طبرستان خارج شد و به گیلان الحاق گردید. در سال ۶۵۴ قمری قلعه الموت پایگاه اسماعیلیان الموت به تصرف هولاکو خان مغول درآمد و در این سال نفوذ اسماعیلیان بر دیلم و گیلان پایان یافت. در سال ۷۰۶ قمری الجایتو فرمانروای مغول در ایران فرمان حمله به گیلان را صادر کرد لشکریان مغول به فرماندهی قتلغشاه از سپاهیان گیلان در حوالی رشت شکست خوردند و به سلطانیه برگشتند. الجایتو این بار سپاه بزرگی از مغولان را وارد گیلان و دیلمان کرد و به انتقام قتل قتلغشاه بسیاری از مردم گیلان و دیلمان را کشت و شهرها و آبادی‌های زیادی را در نواحی گیلان و دیلمان ویران نمود. امیران مناطق مختلف گیلان و دیلمان پس از شکست از مغولان تسلیم الجایتو شدند و با قبول خراج به دربار مغول در حکومت خود باقی ماندند. نوپاشا ناصروند فرمانروای لاهیجان و جلال الدین برادر دباج فرمانانروای فومن و دیگر فرمانروایان گیلان و دیلم برای اعلام اطاعت از خان مغول راهی سلطانیه شدند. در سال ۷۱۶ قمری با مرگ الجایتو فرمانروایان نواحی مختلف گیلان و دیلمان از پرداخت خراج به دربار مغول سرباز زدند و بار دیگر به استقلال به حکومت پرداختند. در سال ۷۱۷ قمری استندار شهریار چهارم به حکومت رستمدار رسید و در پی تازش به دیلم و شرق گیلان به بخش خاوری گیلان دست بافت. استندار شهریار چهارم تا سال ۷۲۵ قمری بر رستمدار و دیلم و بخش خاوری گیلان حکومت نمود. او بر خلاف استنداران، دارای استقلال نظامی بوده و از ایلخانان معاصر حساب نمی‌برد و دائماً در حال لشکرکشی و جمع اموال و خزائن بود. شهریار بیشتر اوقات بجانب گیلان و دیلمان لشکر می‌فرستاد و سه نوبت با اشکور و اشکوریان جنگ کرد و ولایت دیلم را بتصرف خود درآورد. سید علی کیا بنیان‌گذار حکومت کیاییان در شرق گیلان و اولین فرمانروای این سلسله از ۷۶۹ تا ۷۹۱ قمری بود. سید قوام الدین مرعشی حاکم مازندران، سید علی کیا را برای تازش به گیلان برانگیخت و گروهی از جنگاوران مازندرانی را همراه او راهی گیلان کرد. سید علی کیا در نمکابرود بر سپاهیان امیره نوپاشا ناصروند پیروز شد و بر تنکابن و نواحی اطراف آن دست یافت. سید علی کیا برادر خود سید هادی کیا را حکمران تنکابن نمود و در رانکوه بار دیگر ارتش ناصروندیان را شکست داد و با انقراض ناصروندیان، حکومت سادات کیایی را در ولایت بیه پیش تشکیل داد. در لشت نشا شیعیان زیدی علیه فرمانروای سنی مدهب خود امیره مسعود اسماعیلوند دست به شورش زدند و از سید علی کیا درخواست یاری کردند و در نهایت سیدعلی کیا بر فرمانروای لشت نشا پیروز گردید و فرمانروای لشت نشا به قتل رسید و حکومت اسماعیلوندیان در کوچصفهان منقرض گردید. سید علی کیا تمام قلمرو کوچصفهان را به قلمرو سادات کیایی الحاق نمود. امیرفلک‌الدین تجاسپی حاکم رشت که از قدرت سادات کیایی نگران بود علیه سید علی کیا اعلان جنگ نمود و لشکر سادات کیایی در منطقه خمام بر لشکر تجاسپی‌های رشت به پیروزی رسیدند و و پس از این تجاسپی‌های رشت حکومت سادات کیایی را در کوچصفهان را به رسمیت شناختند. سید علی کیا به کمک سادات مرعشی مازندران بر همه بیه پیش مسلط شد و تا قزوین و طارم و شمیران پیشروی کرد.

## سرانجام
ارتفاعات دیلم کمابیش تحت سلطه سلسله سادات کیایی حاکمان شرق گیلان (بیه پیش) که مرکزشان در لاهیجان بود قرار گرفت. سید رضی کیا در سال ۸۱۳ هجری قمری به منظور گسترش پهنهٔ زیر فرمان دربار کیاییان، میرسیدمحمد امیر رانکوه را به نبرد با فرمانروایان دیلم و اشکور که از اطاعت او سرباز می‌زدند فرستاد. در نبردی خونین که بین سپاه بیه‌پیش از یک سو و سپاهیان دیلم، اشکور و الموت از سوی دیگر روی داد، سپاه بیه پیش به پیروزی دست یافت و امیر کوشیج فرمانروای دیلم به قتل رسید و خداوندمحمد و کیاجلال‌الدین هزاراسپی به غرب گیلان (بیه پس) گریختند. به فرمان سیدرضی کیا برای جلوگیری از توانمند شدن دیلمی‌ها و کاهش قدرت و نفوذ آنان در دربار و سپاه لاهیجان، سه هزار تن از جنگاوران دیلمی در گوکه کنار ساحل سپیدرود به دست سربازان گیلی قتل‌عام شدند و سید رضی کیا دیلمان را به قلمرو بیه پش افزود و سید حیدرکیا را به حکومت آنجا منصوب کرد و این پایان نفود اسماعیلیان الموت در سرزمین دیلم بود. مهدی کیاکامیاروند سپه سالار دیلمی رانکوه در اعتراض به کشتار دیلمیان در گوکه از خدمت سادات کیایی بیرون رفت و به خون‌خواهی از جان سپردگان دیلمی علیه دربار لاهیجان بپاخاست. مهدی کیاکامیاروند، فقیه حامد را که پیرو آیین ناصرکبیر (مذهب زیدی) بود و در میان دیلمیان نفوذ داشت، با خود علیه کیاییان همراه ساخت. کیامحمد و کیاهزاراسپ و بازماندگان هزاراسپیان به همراه دیلمی‌های هوادار خاندان هزاراسپی با مهدی کیاکامیاروند علیه دربار لاهیجان متحد شدند. در نبردی که در کوشکوه رودسر بین مهدی کیاکامیاروند سردار دیلمی و سید محمد کیایی درگرفت، سپاه کیاییان پیروز شد. سادات کیایی پس از این پیروزی بار دیگر دست به کشتار بزرگ دیلمی‌ها زدند و مهدی کیاکامیاروند به قزوین گریخت و کیا محمد و کیا هزاراسپ به قتل رسیدند. مهدی کیاکامیاروند سردار دیلمی برای به دست آوردن قدرت از دست رفته‌اش با هواداران خود به اشکور بازگشته بود، از بهادرعلی سپه‌سالار اشکور شکست خورد و در حالی که گروه زیادی از یارانش را به کشتن داده بود به طارم پناه برد. شیخ حاجی طارمی امیر طارم مهدی کیاکامیاروند را به قتل رساند. سید رضی کیا حاکم بیه پیش، فقیه حامد متحد مهدی کیاکامیاروند را دستگیر و در لاهیجان به قتل رساند.
به گفته احمد کسروی دیالمه تا قرن هشتم هجری وجود داشتند و از قوم گیل کاملاً مجزا بودند. ولی در آن قرن، کیائیان تعداد زیادی از دیالمه را قتل‌عام کردند؛ و درنهایت، نام «دیلم» از بین رفت و نام «گیل» باقی ماند. ظاهراً آنچه بازماندند به نام های گالش و تات در  کوهستان  امروزی گیلان زندگی  میکنند که فرزندان و بازماندگان دیلمیان هستند  به گفته رابینو دیلمیان تنها در دو روستا کلارده و چوشل از روستاهای سیاهکل ساکن هستند. زندگی آنها تابستان‌ها در کلاچ خانی و زمستان در دشت می‌گذرد. مردم دهکده‌های دیلمان را دیلمی‌ها تشکیل می‌دادند، ولی آنها زمین‌های خود را فروختند و در برفجان (سیاهکل) ساکن شدند. در نیمه اول قرن نوزدهم محمدرضاخان عده زیادی از زندانیان را به دیلمان آورد، و آنها در آنجا تشکیل چهار طایفه طالش، جهانگیری، گسکری و اشکوری را دادند.

## زبان دیلمیان
زبان دیلمی یک زبان منقرض شده از گویشهای ایرانی از زبان‌های حاشیه دریای خزر دسته زبانهای شمال غربی بوده‌است. ناتل خانلری، دیلمی را در بین گویش‌های ایرانی که در بین قرون ۹ تا ۱۳ میلادی رایج بوده‌است فهرست می‌کند. ولادیمیر مینورسکی این زبان را از بین رفته، و زبان تاتی و گالشی را از بقایای آن می‌داند.  در متون اسلامی مختلفی نظیر گزارش‌های ابواسحاق صابی، مقدسی، اصطخری به این زبان اشاره شده‌است.
اصطخری دربارهٔ زبان مردم دیلم می‌نویسد: «زبانشان یکتاست و غیر از فارسی و عربی است اصطخری زبان طبرستان و دیلمان را متفاوت معرفی می‌کند. اصطخری در کتاب مسالک‌الممالک در باب زبان طبری آورده‌است: «طبرستان زمینی هامون است و کشاورزی کنند و ستور دارند و زبانی دارند نه تازی نه پارسی و بومی هستند که دیلمیان زبان ایشان را ندانند و تا روزگار حسن بن زید مردم طبرستان و دیلمان کافر بودند.»
مقدسی در قرن چهارم هجری زبان گیلان و دیلم و طبرستان را متفاوت معرفی می‌کند و می‌نویسد: «زبان مردم گرگان و قومس با هم قرابت دارد و مردم آنجا «ه» را زیاد به کار می‌برند و می‌گویند «هاکن» و «هاده» و زبان مردم طبرستان بدان نزدیک است مگر آنکه در آن عجله و شتابناکی هست. زبان مردم دیلم پیچیده و برعکس است و گیلانیان «خ» را زیاد استعمال کنند.
در اینباره پاینده لنگرود زبان دیلمی را برابر با زبان گالشی و گویش کوهستانی نام گزاری میکند .[۱۹]»

## طوایف دیلم در صدر اسلام
صابی طوایف اشرافی دیلم را شامل چهار طایفه می‌داند که آل بویه از خاندان شیرذیلاوند یکی از این طوایف بود.
در قرن چهارم به دو طایفه دیلمی دیگر به نام‌های سالاروند و باذروند اشاره شده‌است.
حمزه اصفهانی به یک طایفه دیلمی دیگر به نام وردادوند اشاره می‌کند که اسفار بن شیرویه از آن بوده‌است.
علی بن زید بیهقی نیز در کنار طایفه وردادوند به یک طایفه دیلمی دیگر به نام فولادوند اشاره می‌کند.

## خصوصیات
به نوشته نویسندگان قدیم، دیلمیان مردمی نحیف و خوش سیما و سبک مو بودند و کشاورزی و گله داری می‌کردند ولی اسب نداشتند. مردان دیلمی بسیار جسور بودند. از میان سلاحهای ایشان به زوبین و سپر بلندی منقش به رنگ‌های روشن اشاره شده. از این قوم گاه به عنوان مخالف لشکر خلفا بودند نام برده شده. زنان دیلمی مانند مردان کار کشاورزی می‌کردند. دیلمیان روابط خانوادگی و آداب و رسوم مخصوص داشتند درمرگ کسان خود و حتی در گرفتاریهای شخصی به شدت بی تابی و زاری می‌کردند.
دیلمیان که گروه‌های جنگجوی تندخو و طغیانگری بودند در بین سرزمین‌های متمدن تری که تصرف می‌کردند با نفرت و بیزاری نگریسته می‌شدند. این احساسات در ادبیات تاریخی معاصر که تصویر نامطلوبی از آنان عرضه می‌کند انعکاس یافته‌است.

## نظرات در مورد دیلمی‌ها

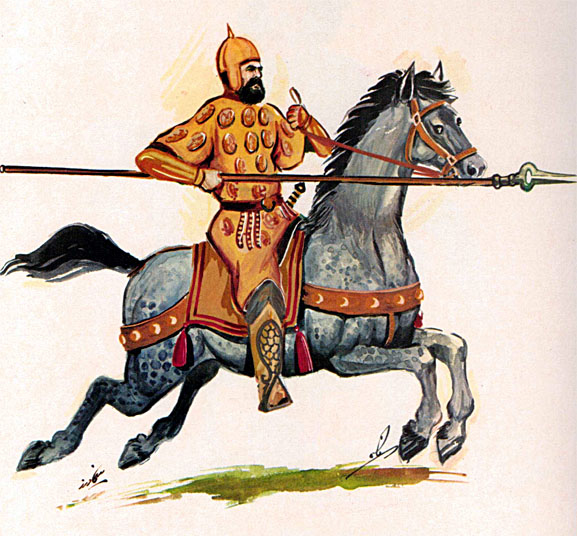
سرباز ایرانی_دیلمی

رابینو سرکنسول دولت بریتانیای کبیر در شهر رشت، در کتاب ولایات دارالمرز ایران (گیلان) نیز بیش از ۷۵ مورد از دیلمی و دیلمستان نام می‌برد و می‌نویسد که:

زمانیکه فرمانروایان دیلم، طبرستان را اشغال کردند، مخصوصاً در زمان قدرت آل بویه و در اوج اقتدار آن‌ها به نظر می‌رسد که نام دیلمستان به تمام نواحی کوهستانی از شمیران در طارم تا دشت گرگان اطلاق می‌شده‌است.
دهخدا با نقل قول از سفرنامه ناصرخسرو دربارهٔ دیلمیان و دیلمستان می‌نویسد:

دیلمیان مردم دیلمی ساکن سرزمین دیلمستان بودند و آل بویه خانواده‌ای دیلمی بودند که از ۳۲۰ تا ۴۴۸ ه‍.ق در ایران و عراق فرمانروائی داشته‌اند. آل بویه را نظر به دیلمی بودن، دیالمه نیز خوانده‌اند.